# Danh sách tòa nhà cao nhất Hà Nội

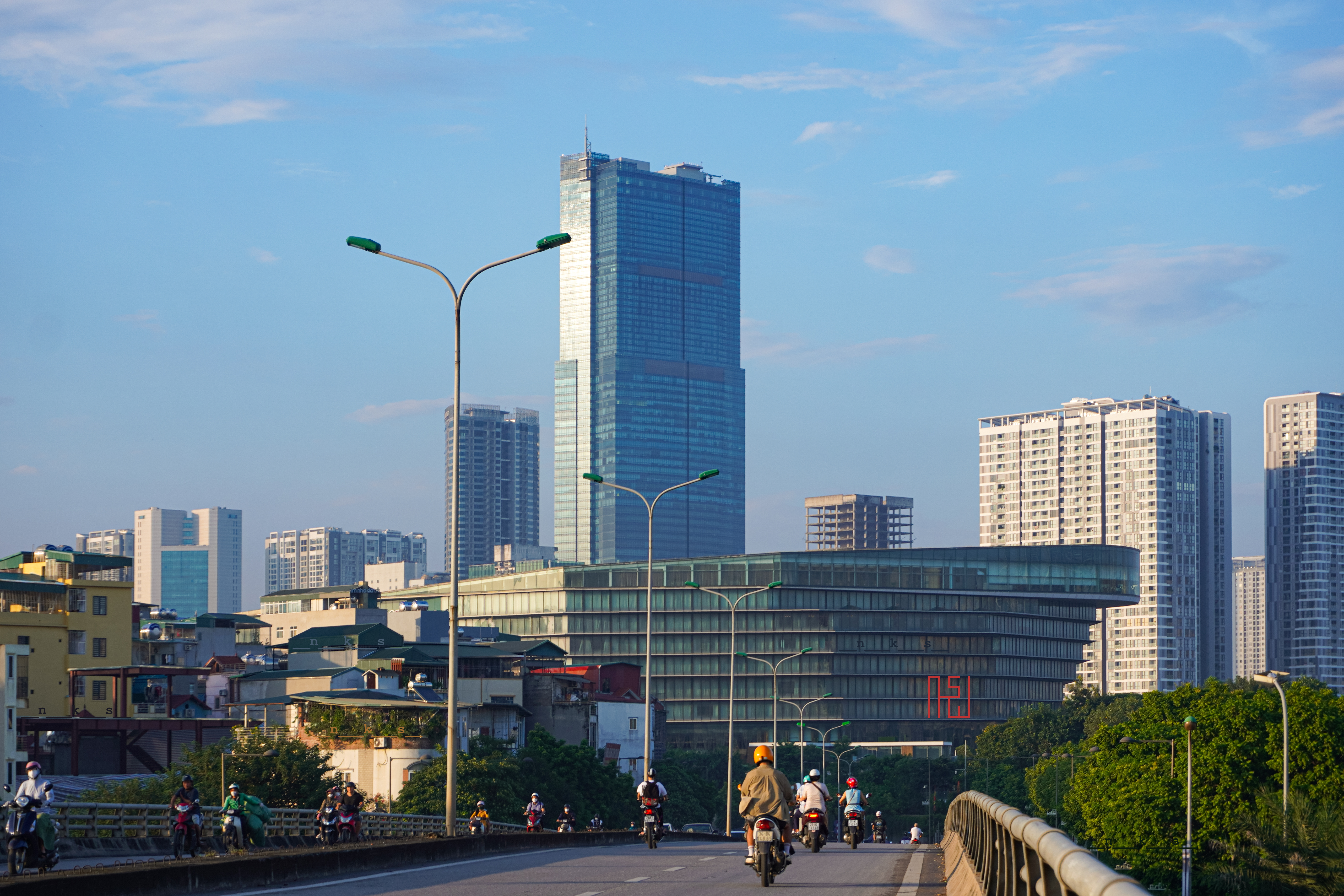
Keangnam Hanoi Landmark Tower hiện là tòa nhà cao nhất Hà Nội kể từ năm 2011.

Hà Nội là thủ đô và là thành phố trực thuộc trung ương có diện tích và số đơn vị hành chính lớn nhất Việt Nam, đồng thời là thành phố đông dân thứ hai Việt Nam, thành phố hiện có 1421 tòa nhà đã hoàn thành  (bao gồm 414 tòa nhà cao tầng trên 100 m và 1007 tòa nhà dưới 100 m). Tòa nhà cao nhất thành phố là Keangnam Hanoi Landmark Tower cao 336 m. Tòa nhà cao thứ hai là Lotte Center Hà Nội cao 272 m, cao thứ 3 và 4 là hai tòa chung cư Keangnam Landmark Tower A và B cao 212 m, đây cũng là tòa tháp đôi cao nhất Việt Nam. Tòa nhà cao thứ 5 là tòa nhà chung cư thuộc dự án Discovery Complex.
Các tòa nhà mới nhất góp mặt vào danh sách là Tháp đôi Han Jardin (khoảng 175m), Tháp khách sạn Mỹ Đình Pearl (khoảng 152m), tháp đôi MHD Trung Văn (37 đến 39 tầng). Cho đến đầu năm 2024, Hà Nội đang có 14 tòa nhà đã cất nóc và 72 dự án đang trong quá trình xây dựng.
Các tòa nhà cao tầng ở Hà Nội phân bố dày đặc ở các quận phía nam và phía tây của thành phố, đáng chú ý đó là quận Nam Từ Liêm, Cầu Giấy, Hà Đông và Hoàng Mai. Điều này là do khu vực các quận nội đô lịch sử như Ba Đình, Hoàn Kiếm các tòa nhà bị giới hạn chiều cao để bảo tồn kiến trúc truyền thống và cảnh quan nơi đây. Tính đến năm hết 2022, toàn thành phố có 49 tòa nhà cao trên 150 mét. 
| ≥50m | ≥100m | ≥150m | ≥200m | ≥300m |
| ---- | ----- | ----- | ----- | ----- |
| 1430 | 550   | 49    | 7     | 1     |

## Hình ảnh đường chân trời Hà Nội

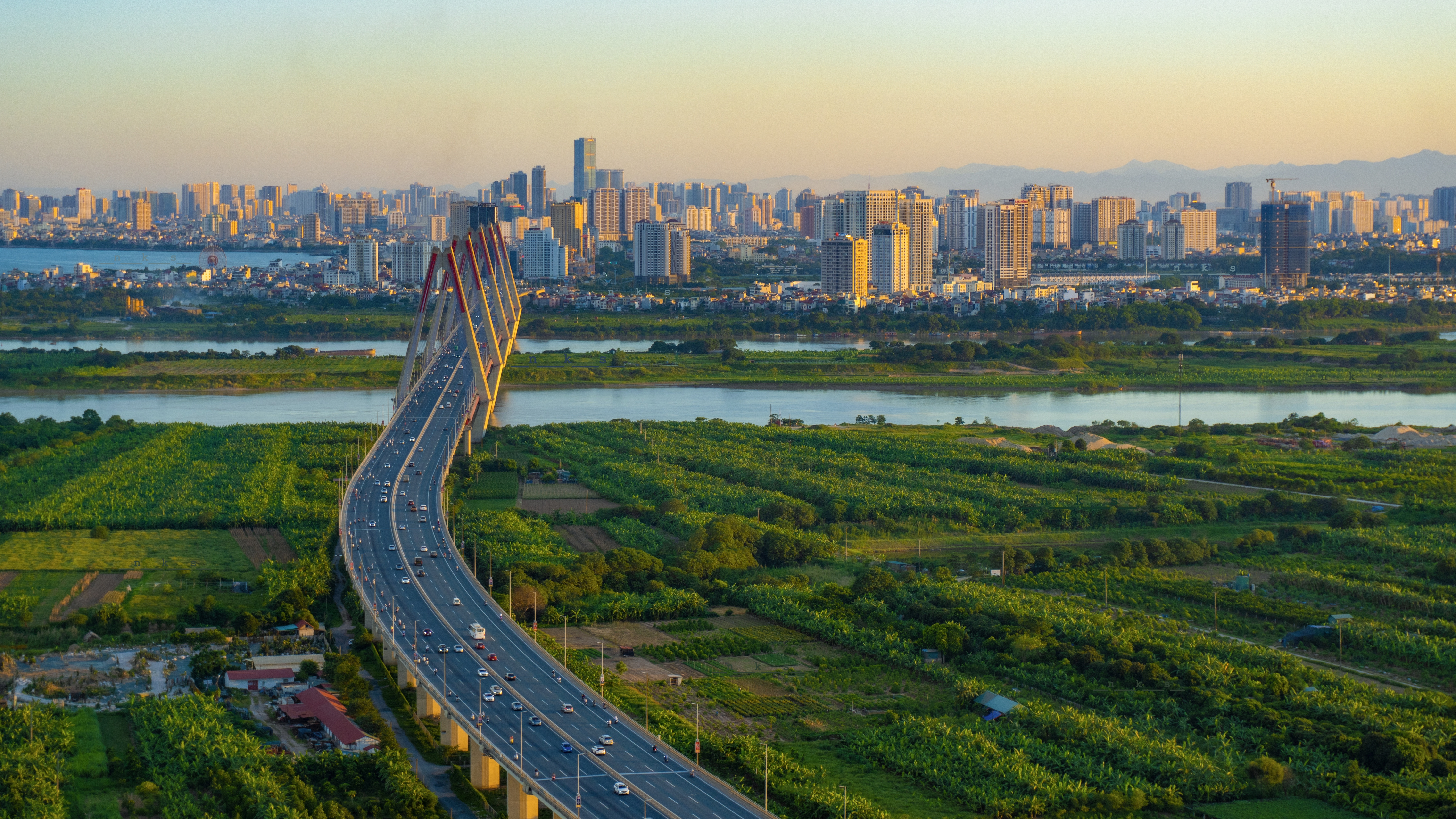
Đường chân trời phía tây Hà Nội năm 2022 với các tòa nhà của quận Tây Hồ, Bắc Từ Liêm và Nam Từ Liêm.

Đường chân trời của quận Nam Từ Liêm năm 2020 nhìn từ tòa Lotte Center

## Tòa nhà cao nhất
Danh sách các tòa nhà đã hoàn thành hoặc đã cất nóc với chiều cao từ 130 mét trở lên.
Lưu ý: các mục được in nghiên biểu thị số liệu chiều cao ước tính của tòa nhà đó được tính dựa theo số tầng hoặc theo các tòa nhà trong cùng một tổ hợp
|  | Tòa nhà cao nhất Hà Nội         |
|  | Tòa nhà đã từng cao nhất Hà Nội |
|  | Tòa nhà đã hoàn thành phần thô  |
|  | Tòa nhà đã cất nóc              |

| Hạng | Tòa nhà                                | Hình ảnh                                                                  | Vị trí      | Chiều cao | Số tầng | Hoàn thành | Ghi chú |
| ---- | -------------------------------------- | ------------------------------------------------------------------------- | ----------- | --------- | ------- | ---------- | --- |
| 1    | AON Hanoi Landmark Tower               |                                                                           | Nam Từ Liêm | 336       | 72      | 2011       | Tòa nhà cao thứ 2 Việt Nam. Tòa nhà cao nhất Hà Nội. Tòa nhà cao nhất quận Nam Từ Liêm. Tòa nhà cao thứ 8 Đông Nam Á. Chiều cao tính đến đỉnh là 349m. Cao ốc có diện tích sàn lớn nhất Việt Nam từ năm 2011 đến nay.                                                                                         |
| 2    | Lotte Center Hà Nội                    |                                                                           | Ba Đình     | 267,1     | 65      | 2014       | Tòa nhà cao thứ 3 Việt Nam. Tòa nhà cao nhất quận Ba Đình. Tòa nhà cao nhất trong bốn quận trung tâm Hà Nội. Phong cách kiến trúc của tòa nhà lấy cảm hứng từ tà áo dài truyền thống. |
| 3    | AON Landmark Residential Tower A       | Tòa nhà Keangnam, Cầu Giấy, Hà Nội 001.jpg                                | Nam Từ Liêm | 212       | 49      | 2011       | Tháp đôi cao thứ 37 thế giới. Tháp đôi cao nhất Việt Nam. Cao ốc chung cư cao nhất Việt Nam. |
| 4    | AON Landmark Residential Tower B       | Tòa nhà Keangnam, Cầu Giấy, Hà Nội 001.jpg                                | Nam Từ Liêm | 212       | 49      | 2011       | Tháp đôi cao thứ 37 thế giới. Tháp đôi cao nhất Việt Nam. Cao ốc chung cư cao nhất Việt Nam. |
| 5    | Discovery Complex B                    | Line 3 of Hanoi Metro passing over Xuan Thuy road, viewed from above.jpg  | Cầu Giấy    | 195       | 54      | 2018       | Tòa nhà cao nhất quận Cầu Giấy. Một phần của Discovery Complex. |
| 6    | HPC Landmark 105                       |                                                                           | Hà Đông     | 190       | 50      | 2018       | Tên cũ: CT2-105 Usilk City. Tòa nhà cao nhất quận Hà Đông. |
| 7    | BID Residence                          |                                                                           | Hà Đông     | 190       | 50      | 2023       | Tên cũ: CT1-104 Usilk City. Công trình đã trì hoãn từ năm 2023. |
| 8    | TechnoPark Tower                       |                                                                           | Gia Lâm     | 186,2     | 45      | 2021       | Tòa nhà cao nhất khu vực phía Đông Hà Nội. Tòa nhà cao nhất huyện Gia Lâm. Công trình sở hữu kiến trúc chữ V mang thông điệp về khát vọng “vươn lên” tầm cao công nghệ đẳng cấp thế giới. Nhận giải Trung tâm thông minh nhất (Most Intelligent District) trong hạng mục giải thưởng IBcon Digie Awards 2021. |
| 9    | Elitte Tower                           |                                                                           | Hà Đông     | 180       | 51      | 2017       | Tên cũ: Chung cư Vinafor, Landmark 51 và Tokyo Tower. Khởi công năm 2015, từng được kì vọng sẽ trở thành tòa nhà cao thứ 3 Hà Nội khi nó hoàn thành vào 2017. |
| 10   | Capital Place T1                       | Hanoi - Ho Chi Minh Mausoleum.jpg                                         | Ba Đình     | 180       | 37      | 2020       | Tòa văn phòng đầu tiên được nhận chứng chỉ LEED Gold (Chứng chỉ tiêu chuẩn quốc tế cho công trình kiến trúc xanh). |
| 11   | Tháp Thiên Niên Kỷ A                   | Van Quan station - Metro Hanoi - Panorama 2.jpg                           | Hà Đông     | 179       | 43      | 2020       | Tên tiếng Anh: Hatay Millennium. |
| 12   | Discovery Complex A                    | Discovery Cầu Giấy.jpg                                                    | Cầu Giấy    | 177,5     | 43      | 2018       | Một phần của Discovery Complex. |
| 13   | The West A                             | Line 3 of Hanoi Metro passing over Xuan Thuy road, viewed from above.jpg  | Cầu Giấy    | 177       | 50      | 2019       | Tên cũ: Bamboo Airways Towers và FLC Twin Towers. Cao ốc chung cư của tổ hợp The West. |
| 14   | Diamond Flower Tower                   | Đường Hoàng Đạo Thúy, Hà Nội 003.JPG                                      | Thanh Xuân  | 176       | 36      | 2015       | Tòa nhà cao nhất quận Thanh Xuân. Chiều cao đến đỉnh là 199m. |
| 15   | Golden Park Tower                      | Panorama view of Line 3, Hanoi Metro, passing over Xuan Thuy road.jpg     | Cầu Giấy    | 173,2     | 45      | 2021       | [ 7 ] |
| 16   | Han Jardin T6                          | Phố Hoàng Minh Thảo, Hà Nội 001.jpg                                       | Bắc Từ Liêm | 173,2     | 45      | 2024       | Tòa nhà cao nhất quận Bắc Từ Liêm. |
| 17   | Han Jardin T7                          | Phố Hoàng Minh Thảo, Hà Nội 001.jpg                                       | Bắc Từ Liêm | 173,2     | 45      | 2024       | Tòa nhà cao nhất quận Bắc Từ Liêm. |
| 18   | Tháp Thiên Niên Kỷ B                   | Van Quan station - Metro Hanoi - Panorama 2.jpg                           | Hà Đông     | 170       | 40      | 2020       | Tên tiếng Anh: Hatay Millennium. |
| 19   | Tháp Doanh Nhân                        | Van Quan station - Metro Hanoi - Panorama 2.jpg                           | Hà Đông     | 168       | 45      | 2018       | Khởi công từ năm 2009 nhưng tới tận năm 2018 công trình mới hoàn thành phần thô và bàn giao vào tháng 12 năm 2019. |
| 20   | The Matrix One A                       |                                                                           | Nam Từ Liêm | 166       | 44      | 2021       | [ 9 ] |
| 21   | The Matrix One B                       |                                                                           | Nam Từ Liêm | 166       | 44      | 2021       | [ 9 ] |
| 22   | Vinacomin Tower                        |                                                                           | Cầu Giấy    | 167       | 35      | 2023       | Mặc dù đã hoàn thành phần thô năm 2018, tuy nhiên đến năm 2023 tòa nhà mới được hoàn thành. |
| 23   | C5 D'capitale                          | Đại lộ Thăng Long - NKS.jpg                                               | Cầu Giấy    | 165       | 45      | 2019       | Tòa nhà cao nhất của tổ hợp D'.Capitale Trần Duy Hưng. |
| 24   | QMS Top Tower                          |                                                                           | Nam Từ Liêm | 164,3     | 45      | 2020       | Cất nóc tháng 4 năm 2020 rồi ngưng xây dựng cho đến hiện tại. |
| 25   | The Terra An Hưng V1                   |                                                                           | Hà Đông     | 162,7     | 45      | 2021       | Một phần của tổ hợp The Terra An Hưng. |
| 26   | The Terra An Hưng V2                   |                                                                           | Hà Đông     | 162,7     | 45      | 2021       | Một phần của tổ hợp The Terra An Hưng. |
| 27   | The Terra An Hưng V3                   |                                                                           | Hà Đông     | 162,7     | 45      | 2021       | Một phần của tổ hợp The Terra An Hưng. |
| 28   | Mipec Riverside Tower A                |                                                                           | Long Biên   | 162,4     | 35      | 2016       | Tòa nhà cao nhất quận Long Biên. |
| 29   | Mipec Riverside Tower B                |                                                                           | Long Biên   | 162,4     | 35      | 2016       | Tòa nhà cao nhất quận Long Biên. |
| 30   | Capital Place T2                       | Lotte Tower Hanoi - NKS.jpg                                               | Ba Đình     | 162       | 37      | 2020       | Tòa văn phòng đầu tiên được nhận chứng chỉ LEED Gold (Chứng chỉ tiêu chuẩn quốc tế cho công trình kiến trúc xanh). |
| 31   | HP Landmark Tower                      |                                                                           | Hà Đông     | 160       | 45      | 2015       | Tên khác: CT3-The Pride. |
| 32   | The Zei                                | National University station of Line 3, Hanoi Metro, viewed from above.jpg | Nam Từ Liêm | 160       | 42      | 2021       | |
| 33   | BRG Diamond Residence                  | Đường sắt Cát Linh - Hà Đông - NKS.jpg                                    | Thanh Xuân  | 158,7     | 35      | 2022       | [ 10 ] |
| 34   | CT12A Golden Silk                      |                                                                           | Hoàng Mai   | 158       | 45      | 2014       | Tòa nhà cao nhất quận Hoàng Mai. Một phần của khu đô thị Kim Văn - Kim Lũ (Golden Silk). |
| 35   | CT12B Golden Silk                      | Hoàng Mai                                                                 | 158         | 45        | 2014    |            | Tòa nhà cao nhất quận Hoàng Mai. Một phần của khu đô thị Kim Văn - Kim Lũ (Golden Silk). |
| 36   | CT12C Golden Silk                      | Hoàng Mai                                                                 | 158         | 45        | 2014    |            | Tòa nhà cao nhất quận Hoàng Mai. Một phần của khu đô thị Kim Văn - Kim Lũ (Golden Silk). |
| 37   | VC2 Golden Heart                       | LinhDamFromAbove.jpg                                                      | Hoàng Mai   | 158       | 45      | 2019       | Tên khác: Tháp B Golden Silk. Một phần của khu đô thị Kim Văn - Kim Lũ (Golden Silk). |
| 38   | C2 D'capitale                          | Đại lộ Thăng Long - NKS.jpg                                               | Cầu Giấy    | 158       | 45      | 2019       | Một phần của tổ hợp D'.Capitale Trần Duy Hưng. |
| 39   | C6 D'capitale                          | Đại lộ Thăng Long - NKS.jpg                                               | Cầu Giấy    | 158       | 42      | 2019       | Một phần của tổ hợp D'.Capitale Trần Duy Hưng. |
| 40   | C7 D'capitale                          | Đại lộ Thăng Long - NKS.jpg                                               | Cầu Giấy    | 158       | 42      | 2019       | Một phần của tổ hợp D'.Capitale Trần Duy Hưng. |
| 41   | Thăng Long Number One A                | Đại lộ Thăng Long - NKS.jpg                                               | Cầu Giấy    | 152       | 40      | 2014       | [ 12 ] |
| 42   | Thăng Long Number One B                | Đại lộ Thăng Long - NKS.jpg                                               | Cầu Giấy    | 152       | 40      | 2014       | [ 12 ] |
| 43   | S2 Skylake                             |                                                                           | Nam Từ Liêm | 151       | 42      | 2019       | Một phần của Vinhomes Skylake Phạm Hùng. |
| 44   | S3 Skylake                             | Nam Từ Liêm                                                               | 151         | 42        | 2019    |            | Một phần của Vinhomes Skylake Phạm Hùng. |
| 45   | Golden Millennium Tower                |                                                                           | Hà Đông     | 150,8     | 39      | 2014       | Tên khác: Hattoco 110 Trần Phú. Được khởi công từ năm 2009, hoàn thành phần thô vào năm 2017 và bị bỏ hoang từ đó. |
| 46   | Sunshine Center A                      |                                                                           | Nam Từ Liêm | 150       | 39      | 2019       | |
| 47   | Sunshine Center B                      |                                                                           | Nam Từ Liêm | 150       | 39      | 2019       | |
| 48   | Pearl Tower                            |                                                                           | Nam Từ Liêm | 150       | 40      | 2024       | Giai đoạn 2 của dự án Mỹ Đình Pearl. |
| 49   | CT4 Vimeco                             | View from Hanoi Ring Road No.3 (49374594297).jpg                          | Cầu Giấy    | 149,9     | 39      | 2017       | |
| 50   | M3 Metropolis                          | DTR 1972.jpg                                                              | Ba Đình     | 149,4     | 45      | 2018       | Một phần của Vinhomes Metropolis Liễu Giai. |
| 51   | M2 Metropolis                          | DTR 1972.jpg                                                              | Ba Đình     | 149,4     | 45      | 2018       | Một phần của Vinhomes Metropolis Liễu Giai. |
| 52   | The Arcadia A3                         | National University station of Line 3, Hanoi Metro, viewed from above.jpg | Nam Từ Liêm | 148       | 39      | 2017       | Một phần của Vinhomes Gardenia Mỹ Đình. |
| 53   | C3 D'capitale                          | Đại lộ Thăng Long - NKS.jpg                                               | Cầu Giấy    | 148       | 41      | 2019       | Một phần của tổ hợp D'.Capitale Trần Duy Hưng. |
| 54   | G3 Vinhomes Green Bay                  | Vinhomes-green-bay-anh-thuc-te-4.jpg                                      | Nam Từ Liêm | 147       | 40      | 2019       | Một phần của Vinhomes Green Bay. |
| 55   | MHD Trung Văn Residence                |                                                                           | Nam Từ Liêm | 146,4     | 39      | 2024       | Dự án đã trễ hẹn bàn giao vào tháng 6/2023 |
| 56   | Văn Phú Victoria V1                    | Bus at Yên Nghĩa Station (20231223d) (53488926956).jpg                    | Hà Đông     | 145       | 40      | 2014       | Một phần của tổ hợp The Van Phu Victoria. |
| 57   | Văn Phú Victoria V2                    | Bus at Yên Nghĩa Station (20231223d) (53488926956).jpg                    | Hà Đông     | 145       | 40      | 2014       | Một phần của tổ hợp The Van Phu Victoria. |
| 58   | Văn Phú Victoria V3                    | Bus at Yên Nghĩa Station (20231223d) (53488926956).jpg                    | Hà Đông     | 145       | 40      | 2014       | Một phần của tổ hợp The Van Phu Victoria. |
| 59   | The West B                             | Line 3 of Hanoi Metro passing over Xuan Thuy road, viewed from above.jpg  | Cầu Giấy    | 145       | 38      | 2019       | Tên cũ: Bamboo Airways Towers và FLC Twin Towers. Cao ốc văn phòng của tổ hợp The West. |
| 60   | IA20 Ciputra B                         |                                                                           | Bắc Từ Liêm | 144,7     | 40      | 2019       | Một phần của chung cư IA20 Ciputra thuộc khu đô thị Ciputra. |
| 61   | Sunshine Golden River                  | Hanoi Panorama - NKS.jpg                                                  | Tây Hồ      | 144,1     | 35      | 2023       | Tòa nhà cao nhất quận Tây Hồ. |
| 62   | HH1A Linh Đàm                          | Nguyễn Phan Chánh Street, Hanoi 2022-07-13 0000 06.jpg                    | Hoàng Mai   | 144       | 41      | 2016       | Khu HH1 là một phần của tổ hợp chung cư HH Linh Đàm thuộc khu đô thị Linh Đàm. Toàn bộ tổ hợp HH Linh Đàm (HH1, HH2, HH3, HH4) là khu chung cư có mật độ dân số cao nhất Hà Nội. |
| 63   | HH1B Linh Đàm                          | Nguyễn Phan Chánh Street, Hanoi 2022-07-13 0000 06.jpg                    | Hoàng Mai   | 144       | 41      | 2016       | Khu HH1 là một phần của tổ hợp chung cư HH Linh Đàm thuộc khu đô thị Linh Đàm. Toàn bộ tổ hợp HH Linh Đàm (HH1, HH2, HH3, HH4) là khu chung cư có mật độ dân số cao nhất Hà Nội. |
| 64   | HH1C Linh Đàm                          | Nguyễn Phan Chánh Street, Hanoi 2022-07-13 0000 06.jpg                    | Hoàng Mai   | 144       | 41      | 2016       | Khu HH1 là một phần của tổ hợp chung cư HH Linh Đàm thuộc khu đô thị Linh Đàm. Toàn bộ tổ hợp HH Linh Đàm (HH1, HH2, HH3, HH4) là khu chung cư có mật độ dân số cao nhất Hà Nội. |
| 65   | HH2A Linh Đàm                          | Chung cư HH Linh Đàm, Hoàng Mai, Hà Nội 002.jpg                           | Hoàng Mai   | 144       | 41      | 2016       | Khu HH2 là một phần của tổ hợp chung cư HH Linh Đàm thuộc khu đô thị Linh Đàm. Toàn bộ tổ hợp HH Linh Đàm (HH1, HH2, HH3, HH4) là khu chung cư có mật độ dân số cao nhất Hà Nội. |
| 66   | HH2B Linh Đàm                          | Chung cư HH Linh Đàm, Hoàng Mai, Hà Nội 002.jpg                           | Hoàng Mai   | 144       | 41      | 2016       | Khu HH2 là một phần của tổ hợp chung cư HH Linh Đàm thuộc khu đô thị Linh Đàm. Toàn bộ tổ hợp HH Linh Đàm (HH1, HH2, HH3, HH4) là khu chung cư có mật độ dân số cao nhất Hà Nội. |
| 67   | HH2C Linh Đàm                          | Chung cư HH Linh Đàm, Hoàng Mai, Hà Nội 002.jpg                           | Hoàng Mai   | 144       | 41      | 2016       | Khu HH2 là một phần của tổ hợp chung cư HH Linh Đàm thuộc khu đô thị Linh Đàm. Toàn bộ tổ hợp HH Linh Đàm (HH1, HH2, HH3, HH4) là khu chung cư có mật độ dân số cao nhất Hà Nội. |
| 68   | HH3A Linh Đàm                          | Chung cư HH Linh Đàm, Hoàng Mai, Hà Nội 002.jpg                           | Hoàng Mai   | 144       | 41      | 2016       | Khu HH3 là một phần của tổ hợp chung cư HH Linh Đàm thuộc khu đô thị Linh Đàm. Toàn bộ tổ hợp HH Linh Đàm (HH1, HH2, HH3, HH4) là khu chung cư có mật độ dân số cao nhất Hà Nội. |
| 69   | HH3B Linh Đàm                          | Chung cư HH Linh Đàm, Hoàng Mai, Hà Nội 002.jpg                           | Hoàng Mai   | 144       | 41      | 2016       | Khu HH3 là một phần của tổ hợp chung cư HH Linh Đàm thuộc khu đô thị Linh Đàm. Toàn bộ tổ hợp HH Linh Đàm (HH1, HH2, HH3, HH4) là khu chung cư có mật độ dân số cao nhất Hà Nội. |
| 70   | HH3C Linh Đàm                          | Chung cư HH Linh Đàm, Hoàng Mai, Hà Nội 002.jpg                           | Hoàng Mai   | 144       | 41      | 2016       | Khu HH3 là một phần của tổ hợp chung cư HH Linh Đàm thuộc khu đô thị Linh Đàm. Toàn bộ tổ hợp HH Linh Đàm (HH1, HH2, HH3, HH4) là khu chung cư có mật độ dân số cao nhất Hà Nội. |
| 71   | EVN Tower 1                            | Hanoi, 10 March 2019.jpg                                                  | Ba Đình     | 143,3     | 33      | 2013       | Trụ sở của Tập đoàn Điện lực Việt Nam. |
| 72   | Sunshine City S1-S2                    |                                                                           | Bắc Từ Liêm | 143       | 40      | 2020       | Một phần của tổ hợp Sunshine City thuộc khu đô thị Ciputra. |
| 73   | Sunshine City S3                       |                                                                           | Bắc Từ Liêm | 143       | 40      | 2020       | Một phần của tổ hợp Sunshine City thuộc khu đô thị Ciputra. |
| 74   | Sunshine City S4                       |                                                                           | Bắc Từ Liêm | 143       | 40      | 2020       | Một phần của tổ hợp Sunshine City thuộc khu đô thị Ciputra. |
| 75   | Sunshine City S5-S6                    |                                                                           | Bắc Từ Liêm | 143       | 40      | 2020       | Một phần của tổ hợp Sunshine City thuộc khu đô thị Ciputra. |
| 76   | C1 D'capitale                          | Đại lộ Thăng Long - NKS.jpg                                               | Cầu Giấy    | 142       | 39      | 2019       | Một phần của tổ hợp D'.Capitale Trần Duy Hưng. |
| 77   | Intracom Riverside A                   |                                                                           | Đông Anh    | 140,2     | 39      | 2023       | Tòa nhà cao nhất huyện Đông Anh. Một phần của tổ hợp Intracom Riverside Vĩnh Ngọc. |
| 78   | G2 Vinhomes Green Bay                  | Vinhomes-green-bay-anh-thuc-te-4.jpg                                      | Nam Từ Liêm | 140,1     | 38      | 2019       | Một phần của Vinhomes Green Bay. |
| 79   | CT11 Golden Silk                       |                                                                           | Hoàng Mai   | 140       | 40      | 2014       | Một phần của khu đô thị Kim Văn - Kim Lũ (Golden Silk). |
| 80   | The Arcadia A1                         | National University station of Line 3, Hanoi Metro, viewed from above.jpg | Nam Từ Liêm | 140       | 37      | 2017       | Một phần của Vinhomes Gardenia Mỹ Đình. |
| 81   | The Arcadia A2                         | National University station of Line 3, Hanoi Metro, viewed from above.jpg | Nam Từ Liêm | 140       | 37      | 2017       | Một phần của Vinhomes Gardenia Mỹ Đình. |
| 82   | R1 Goldmark City                       |                                                                           | Bắc Từ Liêm | 140       | 40      | 2017       | Khu A (Ruby) thuộc khu chung cư TNR Goldmark City 136 Hồ Tùng Mậu. |
| 83   | R2 Goldmark City                       | Bắc Từ Liêm                                                               | 140         | 40        | 2017    |            | Khu A (Ruby) thuộc khu chung cư TNR Goldmark City 136 Hồ Tùng Mậu. |
| 84   | R3 Goldmark City                       | Bắc Từ Liêm                                                               | 140         | 40        | 2017    |            | Khu A (Ruby) thuộc khu chung cư TNR Goldmark City 136 Hồ Tùng Mậu. |
| 85   | R4 Goldmark City                       | Bắc Từ Liêm                                                               | 140         | 40        | 2017    |            | Khu A (Ruby) thuộc khu chung cư TNR Goldmark City 136 Hồ Tùng Mậu. |
| 86   | Diamond Goldmark City                  | On the Cau Giay Road to Mai Dich Street.jpg                               | Bắc Từ Liêm | 140       | 40      | 2017       | Khu B (Sapphire, Diamond) thuộc khu chung cư TNR Goldmark City 136 Hồ Tùng Mậu. |
| 87   | S1 Goldmark City                       |                                                                           | Bắc Từ Liêm | 140       | 40      | 2017       | Khu B (Sapphire, Diamond) thuộc khu chung cư TNR Goldmark City 136 Hồ Tùng Mậu. |
| 88   | S2 Goldmark City                       | Bắc Từ Liêm                                                               | 140         | 40        | 2017    |            | Khu B (Sapphire, Diamond) thuộc khu chung cư TNR Goldmark City 136 Hồ Tùng Mậu. |
| 89   | S3 Goldmark City                       | On the Cau Giay Road to Mai Dich Street.jpg                               | Bắc Từ Liêm | 140       | 40      | 2017       | Khu B (Sapphire, Diamond) thuộc khu chung cư TNR Goldmark City 136 Hồ Tùng Mậu. |
| 90   | S4 Goldmark City                       | On the Cau Giay Road to Mai Dich Street.jpg                               | Bắc Từ Liêm | 140       | 40      | 2017       | Khu B (Sapphire, Diamond) thuộc khu chung cư TNR Goldmark City 136 Hồ Tùng Mậu. |
| 91   | Seasons Avenue S4                      |                                                                           | Nam Từ Liêm | 140       | 41      | 2018       | Một phần của Seasons Avenue. Nhận được giải thưởng Dự án Xanh tốt nhất (Best Green Development) và Dự án Chung cư cao cấp tốt nhất khu vực Hà Nội (Best High End Condo Development Hanoi) tại lễ trao giải thưởng Bất động sản Việt Nam 2017.                                                                 |
| 92   | Goldmark City C                        | Alstom Metropolis rolling stock in Hanoi.jpg                              | Bắc Từ Liêm | 140       | 40      | 2025       | Khu C thuộc khu chung cư TNR Goldmark City 136 Hồ Tùng Mậu. |
| 93   | Handico Tower                          | Tòa nhà Keangnam, Cầu Giấy, Hà Nội 001.jpg                                | Nam Từ Liêm | 139,5     | 33      | 2016       | |
| 94   | MHD Trung Văn Hotel                    |                                                                           | Nam Từ Liêm | 139,4     | 37      | 2024       | Dự án đã trễ hẹn bàn giao vào tháng 6/2023. |
| 95   | Euro River Tower                       |                                                                           | Đông Anh    | 138,5     | 39      | 2020       | Một phần của Eurowindow River Park. |
| 96   | Phú Mỹ Complex A                       |                                                                           | Bắc Từ Liêm | 137,4     | 35      | 2018       | |
| 97   | Phú Mỹ Complex B                       |                                                                           | Bắc Từ Liêm | 137,4     | 35      | 2018       | |
| 98   | 34T Trung Hòa Nhân Chính               | Pan choithuxem.jpg                                                        | Cầu Giấy    | 136       | 34      | 2007       | Tòa nhà cao nhất Hà Nội từ năm 2007 đến năm 2011 khi AON Hanoi Landmark Tower hoàn thành. Tòa nhà cao nhất khu Khu đô thị Trung Hòa – Nhân Chính |
| 99   | Seasons Avenue S1                      |                                                                           | Nam Từ Liêm | 136       | 40      | 2017       | Một phần của Seasons Avenue. Nhận được giải thưởng Dự án Xanh tốt nhất (Best Green Development) và Dự án Chung cư cao cấp tốt nhất khu vực Hà Nội (Best High End Condo Development Hanoi) tại lễ trao giải thưởng Bất động sản Việt Nam 2017.                                                                 |
| 100  | Seasons Avenue S2                      |                                                                           | Nam Từ Liêm | 136       | 40      | 2018       | Một phần của Seasons Avenue. Nhận được giải thưởng Dự án Xanh tốt nhất (Best Green Development) và Dự án Chung cư cao cấp tốt nhất khu vực Hà Nội (Best High End Condo Development Hanoi) tại lễ trao giải thưởng Bất động sản Việt Nam 2017.                                                                 |
| 101  | Seasons Avenue S3                      |                                                                           | Nam Từ Liêm | 136       | 40      | 2018       | Một phần của Seasons Avenue. Nhận được giải thưởng Dự án Xanh tốt nhất (Best Green Development) và Dự án Chung cư cao cấp tốt nhất khu vực Hà Nội (Best High End Condo Development Hanoi) tại lễ trao giải thưởng Bất động sản Việt Nam 2017.                                                                 |
| 102  | M1 Metropolis                          | DTR 1972.jpg                                                              | Ba Đình     | 136       | 41      | 2018       | Một phần của Vinhomes Metropolis Liễu Giai. |
| 103  | SME Hoàng Gia                          |                                                                           | Hà Đông     | 135,5     | 38      | 2016       | [ 20 ] |
| 104  | SA3 The Sakura                         |                                                                           | Nam Từ Liêm | 135,4     | 39      | 2022       | Một phần của phân khu The Metrolines thuộc khu đô thị Vinhomes Smart City. |
| 105  | GS1 The Miami                          |                                                                           | Nam Từ Liêm | 135,4     | 39      | 2023       | Một phần của phân khu The Metrolines thuộc khu đô thị Vinhomes Smart City. |
| 106  | Imperia Lake 1                         |                                                                           | Nam Từ Liêm | 135,4     | 39      | 2023       | Một phần của Imperial Smart City Tây Mỗ thuộc khu đô thị Vinhomes Smart City. |
| 107  | Vicem Tower                            | Tòa nhà Keangnam, Cầu Giấy, Hà Nội 001.jpg                                | Nam Từ Liêm | 135       | 35      | 2014       | Tên đầy đủ: Trung tâm điều hành và giao dịch Vicem. Khởi công vào năm 2011 và dự kiến sẽ hoàn thành vào năm 2014 nhưng đã bị bỏ hoang khi đã thi công hoàn thành phần thô. |
| 108  | W1 Vinhomes West Point                 | Nam Từ Liêm - NKS.jpg                                                     | Nam Từ Liêm | 135       | 39      | 2020       | Một phần của Vinhomes West Point Đỗ Đức Dục. |
| 109  | W2 Vinhomes West Point                 | Nam Từ Liêm - NKS.jpg                                                     | Nam Từ Liêm | 135       | 39      | 2020       | Một phần của Vinhomes West Point Đỗ Đức Dục. |
| 110  | Indochina Plaza Hanoi A                | Cau-giay-district.jpg                                                     | Cầu Giấy    | 134,8     | 36      | 2012       | Tên khác: IPH Xuân Thủy |
| 111  | Dolphin Plaza 1                        | Vỉa hè đường Phạm Hùng, Hà Nội 003.JPG                                    | Nam Từ Liêm | 134,6     | 28      | 2012       | [ 24 ] |
| 112  | Dolphin Plaza 2                        | Vỉa hè đường Phạm Hùng, Hà Nội 003.JPG                                    | Nam Từ Liêm | 134,6     | 28      | 2012       | [ 24 ] |
| 113  | S1 Skylake                             |                                                                           | Nam Từ Liêm | 134       | 37      | 2019       | Một phần của Vinhomes Skylake Phạm Hùng. |
| 114  | 6th Element Diamond                    | Ring Road 2, Hanoi (Đường vành đai 2 Hà Nội) 32.jpg                       | Tây Hồ      | 133,1     | 38      | 2019       | Một phần của 6th Element Tây Hồ Tây. |
| 115  | 6th Element Melody                     | Ring Road 2, Hanoi (Đường vành đai 2 Hà Nội) 32.jpg                       | Tây Hồ      | 133,1     | 38      | 2019       | Một phần của 6th Element Tây Hồ Tây. |
| 116  | Unimax Twin Tower A                    |                                                                           | Hà Đông     | 133       | 39      | 2016       | Thuộc tổ hợp Unimax Twin Tower Hà Đông. Được thiết kế với 2 tòa nhà nhưng đến hiện tại chỉ mới có 1 tòa đã hoàn thành. |
| 117  | West A                                 |                                                                           | Nam Từ Liêm | 133       | 39      | 2023       | Một phần của Masteri West Heights thuộc khu đô thị Vinhomes Smart City. |
| 118  | West B                                 |                                                                           | Nam Từ Liêm | 133       | 39      | 2023       | Một phần của Masteri West Heights thuộc khu đô thị Vinhomes Smart City. |
| 119  | New Skyline A                          |                                                                           | Hà Đông     | 132,7     | 36      | 2016       | |
| 120  | New Skyline B                          | Hà Đông                                                                   | 132,7       | 36        | 2016    |            | |
| 121  | Imperia Nguyệt Quế                     |                                                                           | Nam Từ Liêm | 132,1     | 38      | 2021       | Một phần của Imperial Smart City Tây Mỗ thuộc khu đô thị Vinhomes Smart City. |
| 122  | Imperia Thảo Mộc                       |                                                                           | Nam Từ Liêm | 132,1     | 38      | 2021       | Một phần của Imperial Smart City Tây Mỗ thuộc khu đô thị Vinhomes Smart City. |
| 123  | GS2 The Miami                          |                                                                           | Nam Từ Liêm | 132,1     | 38      | 2022       | Một phần của phân khu The Metrolines thuộc khu đô thị Vinhomes Smart City. |
| 124  | GS3 The Miami                          |                                                                           | Nam Từ Liêm | 132,1     | 38      | 2022       | Một phần của phân khu The Metrolines thuộc khu đô thị Vinhomes Smart City. |
| 125  | Imperia Anh Thảo                       |                                                                           | Nam Từ Liêm | 132,1     | 38      | 2022       | Một phần của Imperial Smart City Tây Mỗ thuộc khu đô thị Vinhomes Smart City. |
| 126  | Imperia Lake 2                         |                                                                           | Nam Từ Liêm | 132,1     | 38      | 2022       | Một phần của Imperial Smart City Tây Mỗ thuộc khu đô thị Vinhomes Smart City. |
| 127  | SA2 The Sakura                         |                                                                           | Nam Từ Liêm | 132,1     | 38      | 2022       | Một phần của phân khu The Metrolines thuộc khu đô thị Vinhomes Smart City. |
| 128  | Ecolife Capitol                        | LaneBRTHanoi.jpg                                                          | Nam Từ Liêm | 132       | 36      | 2017       | |
| 129  | Intracom Riverside B                   |                                                                           | Đông Anh    | 130,3     | 39      | 2020       | Một phần của tổ hợp Intracom Riverside Vĩnh Ngọc. |
| 130  | Intracom Riverside C                   | Đông Anh                                                                  | 130,3       | 39        | 2020    |            | Một phần của tổ hợp Intracom Riverside Vĩnh Ngọc. |
| 131  | TK1 The Tonkin                         |                                                                           | Nam Từ Liêm | 130,2     | 38      | 2022       | Một phần của phân khu The Tonkin thuộc khu đô thị Vinhomes Smart City. |
| 132  | TK2 Maison Détox                       |                                                                           | Nam Từ Liêm | 130,2     | 38      | 2022       | Một phần của phân khu The Tonkin thuộc khu đô thị Vinhomes Smart City. |
| 133  | Masteri Waterfront H2                  |                                                                           | Gia Lâm     | 130,2     | 38      | 2023       | Một phần của tổ hợp Masteri Waterfront thuộc khu đô thị Vinhomes Ocean Park. |
| 134  | A1.1 THT New City                      |                                                                           | Hoài Đức    | 130,1     | 35      | 2019       | Tòa nhà cao nhất huyện Hoài Đức. Một phần của tổ hợp Chung cư AZ Thăng Long. |
| 135  | A1.2 THT New City                      |                                                                           | Hoài Đức    | 130,1     | 35      | 2019       | Tòa nhà cao nhất huyện Hoài Đức. Một phần của tổ hợp Chung cư AZ Thăng Long. |
| 136  | A2 THT New City                        |                                                                           | Hoài Đức    | 130,1     | 35      | 2022       | Tòa nhà cao nhất huyện Hoài Đức. Một phần của tổ hợp Chung cư AZ Thăng Long. |
| 137  | A3 THT New City                        |                                                                           | Hoài Đức    | 130,1     | 35      | 2022       | Tòa nhà cao nhất huyện Hoài Đức. Một phần của tổ hợp Chung cư AZ Thăng Long. |
| 138  | CT4A Xa La                             |                                                                           | Hà Đông     | 130       | 34      | 2012       | |
| 139  | CT4B Xa La                             |                                                                           | Hà Đông     | 130       | 34      | 2012       | |
| 140  | CT4C Xa La                             |                                                                           | Hà Đông     | 130       | 34      | 2012       | |
| 141  | VP6 Linh Đàm                           | Nguyễn Hữu Thọ Road, Hanoi 2022-07-13 010.jpg                             | Hoàng Mai   | 130       | 37      | 2015       | Một phần của khu đô thị Linh Đàm. |
| 142  | Sky Park Residence B                   | Panoramic view from center of Cầu Giấy Park 2.jpg                         | Cầu Giấy    | 130       | 37      | 2018       | [ 27 ] |
| 143  | Mỹ Đình Pearl 1                        | Quảng trường Mỹ Đình, Nam Từ Liêm, Hà Nội 002.jpg                         | Nam Từ Liêm | 130       | 38      | 2019       | Giai đoạn 1 của Mỹ Đình Pearl. |
| 144  | Mỹ Đình Pearl 2                        | Quảng trường Mỹ Đình, Nam Từ Liêm, Hà Nội 002.jpg                         | Nam Từ Liêm | 130       | 38      | 2019       | Giai đoạn 1 của Mỹ Đình Pearl. |
| 145  | Tòa nhà Viện Kiểm Sát Nhân Dân Tối Cao | Panoramic view from center of Cầu Giấy Park 2.jpg                         | Cầu Giấy    | 130       | 29      | 2020       | Trụ sở của Viện Kiểm Sát Nhân Dân Tối Cao. |
| 146  | West C                                 |                                                                           | Nam Từ Liêm | 130       | 38      | 2023       | Một phần của Masteri West Heights thuộc khu đô thị Vinhomes Smart City. |
| 147  | West D                                 |                                                                           | Nam Từ Liêm | 130       | 38      | 2023       | Một phần của Masteri West Heights thuộc khu đô thị Vinhomes Smart City. |

### Cao nhất theo khu vực
| Quận         | Toà nhà                         | Chiều cao (m) | Số tầng | Hoàn thành |
| ------------ | ------------------------------- | ------------- | ------- | ---------- |
| Nam Từ Liêm  | AON Hanoi Landmark Tower        | 336           | 72      | 2011       |
| Ba Đình      | Lotte Center Hanoi              | 267,1         | 65      | 2014       |
| Cầu Giấy     | Discovery Complex B             | 195           | 54      | 2018       |
| Hà Đông      | HPC Landmark 105                | 190           | 50      | 2018       |
| Gia Lâm      | TechnoPark Tower                | 186,2         | 45      | 2021       |
| Thanh Xuân   | Diamond Flower Tower            | 176           | 37      | 2015       |
| Bắc Từ Liêm  | Han Jardin                      | 173,2         | 45      | 2024       |
| Long Biên    | Mipec Riverside Towers          | 162,4         | 35      | 2016       |
| Hoàng Mai    | CT12 Golden Silk                | 158           | 45      | 2014       |
| Tây Hồ       | Sunshine Golden River           | 144,1         | 35      | 2022       |
| Đông Anh     | Intracom Riverside              | 140,2         | 39      | 2020       |
| Hoài Đức     | THT New City                    | 130,1         | 35      | 2019       |
| Đống Đa      | M5 Tower                        | 124,6         | 34      | 2008       |
| Thanh Trì    | Tứ Hiệp Plaza                   | 121,1         | 32      | 2018       |
| Hai Bà Trưng | Sun Grand City Ancora           | 120           | 25      | 2018       |
| Hoàn Kiếm    | Somerset Grand Hanoi            | 116,6         | 25      | 1997       |
| Sóc Sơn      | Đài kiểm soát không lưu Nội Bài | 95            | --      | 2010       |
| Đan Phượng   | Chung cư Tân Tây Đô             | 85            | 25      | 2014       |
| Thanh Oai    | B1 HH03 Thanh Hà                | 73            | 19      | 2017       |
| Thạch Thất   | Chung cư Phenikaa Hòa Lạc       | 72            | 21      | 2017       |
| Tx.Sơn Tây   | Tháp Báo Ân Chùa Khai Nguyên    | 70            | --      | 2013       |
| Chương Mỹ    | Lộc Ninh Singashine             | 65            | 19      | 2018       |
| Thường Tín   | Chung cư Hacom Duyên Thái       | 41            | 12      | 2021       |
| Mỹ Đức       | Nhà thờ Giáo xứ Nghĩa Ải        | 40            | --      | 2015       |
| Phú Xuyên    | Bảo tháp Chùa Phổ Quang         | 40            | --      | 2016       |
| Quốc Oai     | Bamboo Garden                   | 35,9          | 9       | 2020       |
| Mê Linh      | Nhà thờ Giáo xứ Nội Bài         | 35            | --      | 2018       |
| Ứng Hòa      | Nhà thờ Giáo xứ Nội Xá          | 27            | --      | 2016       |
| Ba Vì        | Nhà thờ Giáo xứ Yên Khoái       | 25            | --      | 2020       |
| Phúc Thọ     | Nhà thờ Giáo xứ Bách Lộc        | 20            | --      | --         |

## Các tòa nhà trong tương lai

### Đang xây dựng
Danh sách bao gồm các tòa nhà đang xây dựng có chiều cao trên 120m.
| Hạng | Tòa nhà                       | Vị trí      | Chiều cao (m) | Số tầng | Dự kiến hoàn thành | Ghi chú                                                                             |
| ---- | ----------------------------- | ----------- | ------------- | ------- | ------------------ | ----------------------------------------------------------------------------------- |
| 1    | Sunshine Wonder Tower S2      | Bắc Từ Liêm | 276,3         | 47      | 2025               | Sẽ trở thành tòa nhà cao thứ 2 Hà Nội và thứ 3 Việt Nam khi hoàn thành.             |
| 2    | Sunshine Wonder Tower S1      | Bắc Từ Liêm | 220,7         | 47      | 2025               | Sẽ trở thành tòa nhà cao thứ 4 Hà Nội và thứ 6 Việt Nam khi hoàn thành.             |
| 3    | B3CC1 Complex A               | Bắc Từ Liêm | 176           | 35      | 2025               | Tên thương mại: Shilla Hotel Khi hoàn thành sẽ là tòa nhà cao nhất quận Bắc Từ Liêm |
| 4    | Grand Sunlake Lake View A     | Hà Đông     | 173,2         | 50      | 2025               | Sẽ là tòa nhà cao thứ 5 và 6 tại Hà Đông khi hoàn thành.                            |
| 5    | Grand Sunlake Lake View B     | Hà Đông     | 173,2         | 50      | 2025               | Sẽ là tòa nhà cao thứ 5 và 6 tại Hà Đông khi hoàn thành.                            |
| 6    | B3CC1 Complex B               | Bắc Từ Liêm | 167           | 35      | 2025               | Tên thương mại: Shilla Hotel                                                        |
| 7    | Sunshine Wonder Tower S4      | Bắc Từ Liêm | 160           | 39      | 2025               |                                                                                     |
| 8    | Sunshine Wonder Tower S5      | Bắc Từ Liêm | 160           | 39      | 2025               |                                                                                     |
| 9    | Grand Sunlake City View       | Hà Đông     | 157,2         | 45      | 2025               |                                                                                     |
| 10   | Kepler Land Twin Tower HH-01  | Hà Đông     | 155,5         | 41      | 2026               |                                                                                     |
| 11   | Sunshine Wonder Tower S3      | Bắc Từ Liêm | 146           | 35      | 2025               |                                                                                     |
| 12   | Goldmark City C               | Cầu Giấy    | 140           | 40      | 2025               |                                                                                     |
| 13   | Kepler Land Twin Tower HH-02  | Hà Đông     | 140           | 37      | 2026               |                                                                                     |
| 14   | Central Residence A           | Hoàng Mai   | 136           | 40      | 2024               |                                                                                     |
| 15   | Central Residence B           | Hoàng Mai   | 136           | 40      | 2024               |                                                                                     |
| 16   | Central Residence C           | Hoàng Mai   | 136           | 40      | 2024               |                                                                                     |
| 17   | Sunshine Crystal River Sky 01 | Tây Hồ      | 136           | 40      | 2026               |                                                                                     |
| 18   | Sunshine Crystal River Sky 02 | Tây Hồ      | 136           | 40      | 2026               |                                                                                     |
| 19   | Sunshine Crystal River Sky 03 | Tây Hồ      | 136           | 40      | 2026               |                                                                                     |
| 20   | Sunshine Crystal River Sky 04 | Tây Hồ      | 136           | 40      | 2026               |                                                                                     |
| 21   | Sunshine Crystal River Sky 05 | Tây Hồ      | 136           | 40      | 2026               |                                                                                     |
| 22   | The Sola Park G5 - The Sky    | Nam Từ Liêm | 133           | 39      | 2026               |                                                                                     |
| 23   | GS5 The Miami                 | Nam Từ Liêm | 132,1         | 38      | 2024               | Thuộc phân khu The Metrolines nằm trong khu đô thị Vinhomes Smart City              |
| 24   | GS6 The Miami                 | Nam Từ Liêm | 132,1         | 38      | 2024               | Thuộc phân khu The Metrolines nằm trong khu đô thị Vinhomes Smart City              |
| 25   | SA5 The Sakura                | Nam Từ Liêm | 132,1         | 38      | 2024               | Thuộc phân khu The Metrolines nằm trong khu đô thị Vinhomes Smart City              |
| 26   | TC2 The Capnopy               | Nam Từ Liêm | 130           | 38      | 2025               | Thuộc phân khu The Capnopy Residences nằm trong khu đô thị Vinhomes Smart City      |
| 27   | TC3 The Capnopy               | Nam Từ Liêm | 130           | 38      | 2025               | Thuộc phân khu The Capnopy Residences nằm trong khu đô thị Vinhomes Smart City      |
| 28   | The Vista The Capnopy         | Nam Từ Liêm | 130           | 38      | 2025               | Thuộc phân khu The Capnopy Residences nằm trong khu đô thị Vinhomes Smart City      |
| 29   | Lumiere EverGreen tòa số 2    | Nam Từ Liêm | 130           | 38      | 2026               | Tòa nhà chưa được đặt tên.                                                          |
| 30   | Lumiere EverGreen tòa số 3    | Nam Từ Liêm | 130           | 38      | 2026               | Tòa nhà chưa được đặt tên.                                                          |
| 31   | Lumiere EverGreen The Aura    | Nam Từ Liêm | 130           | 38      | 2026               |                                                                                     |
| 32   | The Sola Park G1 - The Garden | Nam Từ Liêm | 130           | 38      | 2026               |                                                                                     |
| 33   | The Sola Park G2 - The Aqua   | Nam Từ Liêm | 130           | 38      | 2026               |                                                                                     |
| 34   | The Sola Park G3 - The Metro  | Nam Từ Liêm | 130           | 38      | 2026               |                                                                                     |
| 35   | The Sola Park G4 - The Avenue | Nam Từ Liêm | 130           | 38      | 2026               |                                                                                     |
| 36   | SA1 The Sakura                | Nam Từ Liêm | 128,8         | 37      | 2024               | Thuộc phân khu The Metrolines nằm trong khu đô thị Vinhomes Smart City              |
| 37   | The Zurich ZR1                | Gia Lâm     | 126           | 37      | 2025               | Thuộc phân khu The Metropolitan nằm trong khu đô thị Vinhomes Ocean Park            |
| 38   | The Zurich ZR2                | Gia Lâm     | 126           | 37      | 2025               | Thuộc phân khu The Metropolitan nằm trong khu đô thị Vinhomes Ocean Park            |
| 39   | The Zurich ZR3                | Gia Lâm     | 126           | 37      | 2025               | Thuộc phân khu The Metropolitan nằm trong khu đô thị Vinhomes Ocean Park            |
| 40   | Skyview Plaza                 | Thanh Xuân  | 124           | 35      | —                  | Tái khởi động sau 5 năm trì hoãn                                                    |

### Đã lên kế hoạch, phê duyệt, đề xuất

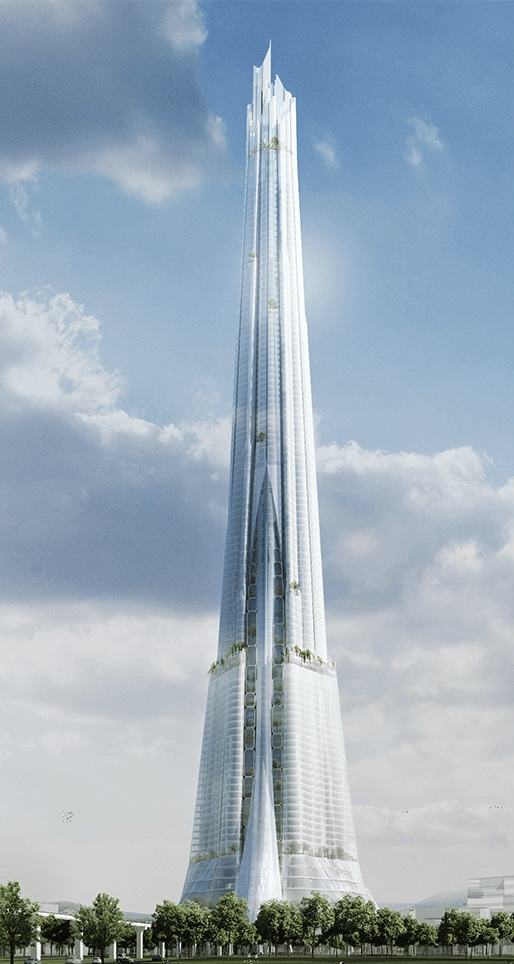
Phối cảnh tổng thể của Tháp Tài chính Phương Trạch (Phuong Trach Financia Tower).

| Hạng | Tòa nhà                                 | Quận, huyện | Chiều cao (m) | Số tầng | Năm  | Tình trạng | Ghi chú                                                                |
| ---- | --------------------------------------- | ----------- | ------------- | ------- | ---- | ---------- | ---------------------------------------------------------------------- |
| 1    | Phương Trạch Tower                      | Đông Anh    | 639           | 108     | 2028 | Động thổ   | Tòa nhà cao nhất Việt Nam khi hoàn thành                               |
| 2    | Trung tâm hội chợ triễn lãm quốc gia    | Đông Anh    | 270           | 52      | —    | Kế hoạch   |                                                                        |
| 3    | Taseco Landmark 55 Hotel                | Bắc Từ Liêm | 230           | 55      | —    | Phê duyệt  |                                                                        |
| 4    | Anland Lakeview D                       | Hà Đông     | 184           | 54      | —    | Phê duyệt  |                                                                        |
| 5    | Taseco Landmark 55 Office               | Bắc Từ Liêm | 170           | 41      | —    | Phê duyệt  |                                                                        |
| 6    | The Heaven East Tower                   | Bắc Từ Liêm | 164           | 40      | —    | Đề xuất    | Dự kiến sẽ là khách sạn 6 sao                                          |
| 7    | The Heaven West Tower                   | Bắc Từ Liêm | 164           | 40      | —    | Đề xuất    | Dự kiến sẽ là khách sạn 6 sao                                          |
| 8    | Dự án A12 Nguyễn Xiển CT1               | Thanh Xuân  | 164           | 48      | 2027 | Đề xuất    | Tòa nhà chưa đặt tên                                                   |
| 9    | Dự án A12 Nguyễn Xiển CT2               | Thanh Xuân  | 164           | 48      | 2027 | Đề xuất    | Tòa nhà chưa đặt tên                                                   |
| 10   | Officetel The Lotus Center              | Tây Hồ      | 156           | 40      | —    | Phê duyệt  |                                                                        |
| 11   | Eurowindow Lake City (8 tòa)            | Hoàng Mai   | 153           | 45      | —    | Phê duyệt  |                                                                        |
| 12   | Grandeur Palace Phạm Hùng               | Nam Từ Liêm | 153           | 45      | —    | Đề xuất    |                                                                        |
| 13   | Trung tâm Điều hành Viễn thông Quốc gia | Cầu Giấy    | 135,5         | 33      | —    | Đề xuất    |                                                                        |
| 14   | V1 The Victoria                         | Nam Từ Liêm | 132           | 38      | —    | Kế hoạch   | Thuộc phân khu The Metrolines nằm trong khu đô thị Vinhomes Smart City |
| 15   | V2 The Victoria                         | Nam Từ Liêm | 132           | 38      | —    | Kế hoạch   | Thuộc phân khu The Metrolines nằm trong khu đô thị Vinhomes Smart City |
| 16   | V3 The Victoria                         | Nam Từ Liêm | 132           | 38      | —    | Kế hoạch   | Thuộc phân khu The Metrolines nằm trong khu đô thị Vinhomes Smart City |
| 17   | Skyline West Lake Tây Hồ                | Tây Hồ      | 131,1         | 35      | —    | Phê duyệt  |                                                                        |
| 18   | BV1 The Beverly                         | Gia Lâm     | 126           | 37      | —    | Kế hoạch   | Thuộc phân khu The Metropolitan, khu đô thị Vinhomes Ocean Park        |
| 19   | BV2 The Beverly                         | Gia Lâm     | 126           | 37      | —    | Kế hoạch   | Thuộc phân khu The Metropolitan, khu đô thị Vinhomes Ocean Park        |
| 20   | BV3 The Beverly                         | Gia Lâm     | 126           | 37      | —    | Kế hoạch   | Thuộc phân khu The Metropolitan, khu đô thị Vinhomes Ocean Park        |
| 21   | BV4 The Beverly                         | Gia Lâm     | 126           | 37      | —    | Kế hoạch   | Thuộc phân khu The Metropolitan, khu đô thị Vinhomes Ocean Park        |
| 22   | BV5 The Beverly                         | Gia Lâm     | 126           | 37      | —    | Kế hoạch   | Thuộc phân khu The Metropolitan, khu đô thị Vinhomes Ocean Park        |
| 23   | LD1 The London                          | Gia Lâm     | 126           | 37      | —    | Kế hoạch   | Thuộc phân khu The Metropolitan, khu đô thị Vinhomes Ocean Park        |
| 24   | LD2 The London                          | Gia Lâm     | 126           | 37      | —    | Kế hoạch   | Thuộc phân khu The Metropolitan, khu đô thị Vinhomes Ocean Park        |
| 25   | LD3 The London                          | Gia Lâm     | 126           | 37      | —    | Kế hoạch   | Thuộc phân khu The Metropolitan, khu đô thị Vinhomes Ocean Park        |
| 26   | LD4 The London                          | Gia Lâm     | 126           | 37      | —    | Kế hoạch   | Thuộc phân khu The Metropolitan, khu đô thị Vinhomes Ocean Park        |
| 27   | PR1 The Paris                           | Gia Lâm     | 126           | 37      | —    | Kế hoạch   | Thuộc phân khu The Metropolitan, khu đô thị Vinhomes Ocean Park        |
| 28   | PR2 The Paris                           | Gia Lâm     | 126           | 37      | —    | Kế hoạch   | Thuộc phân khu The Metropolitan, khu đô thị Vinhomes Ocean Park        |
| 29   | PR3 The Paris                           | Gia Lâm     | 126           | 37      | —    | Kế hoạch   | Thuộc phân khu The Metropolitan, khu đô thị Vinhomes Ocean Park        |
| 30   | An Thái Tower                           | Hà Đông     | 123           | 36      | —    | Đề xuất    |                                                                        |
| 31   | Mỹ Đình Pearl Office                    | Nam Từ Liêm | 123           | 36      | —    | Phê duyệt  |                                                                        |

## Đã hủy bỏ hoặc dừng thi công

### Đang bị trì hoãn
| Hạng | Tòa nhà                    | Vị trí      | Chiều cao (m) | Số tầng | Khởi công       | Trì hoãn        | Ghi chú                  |
| ---- | -------------------------- | ----------- | ------------- | ------- | --------------- | --------------- | ------------------------ |
| 1    | Diamond Rice Flower A      | Nam Từ Liêm | 400           | 100     | Chưa triển khai | Chưa triển khai | Đất trống                |
| 2    | VietinBank Tower 1         | Bắc Từ Liêm | 363           | 68      | 2010            | 2011            | Thi công đến tầng 17     |
| 3    | Diamond Rice Flower B      | Nam Từ Liêm | 320           | 80      | Chưa triển khai | Chưa triển khai | Đất trống                |
| 4    | VietinBank Tower 2         | Bắc Từ Liêm | 252           | 48      | 2010            | 2011            | Thi công đến tầng 7      |
| 5    | BID Residence              | Hà Đông     | 190           | 50      | 2009 / 2019     | 2011 / 2023     | Hoàn thành phần thô      |
| 6    | Tokyo Tower                | Hà Đông     | 180           | 51      | 2015            | 2018            | Hoàn thành phần thô      |
| 7    | Habico Tower               | Bắc Từ Liêm | 180           | 36      | 2008            | 2011            | Thi công đến tầng 9      |
| 8    | QMS Top Tower              | Nam Từ Liêm | 164,3         | 45      | 2018            | 2020            | Hoàn thành phần thô      |
| 9    | Seven Star T1              | Cầu Giấy    | 153           | 45      | Chưa triển khai | Chưa triển khai | Đất trống                |
| 10   | Tricon Tower Emerald       | Hoài Đức    | 150           | 44      | 2011            | 2011            | Hoàn thành phần móng     |
| 11   | Tricon Tower Grand         | Hoài Đức    | 150           | 44      | 2011            | 2011            | Hoàn thành phần móng     |
| 12   | Tricon Tower Orchid        | Hoài Đức    | 150           | 44      | 2011            | 2011            | Hoàn thành phần móng     |
| 13   | Tháp Tài chính Quốc tế IFT | Cầu Giấy    | 150           | 34      | Chưa triển khai | Chưa triển khai | Đất trống                |
| 14   | Hanoi Time Tower V4        | Hà Đông     | 141           | 39      | 2010            | 2011            | Thi công đến tầng 9      |
| 15   | Hanoi Time Tower V5        | Hà Đông     | 141           | 39      | 2010            | 2011            | Thi công đến tầng 7      |
| 16   | Seven Star T2              | Cầu Giấy    | 136           | 40      | Chưa triển khai | Chưa triển khai | Đất trống                |
| 17   | Seven Star T3              | Cầu Giấy    | 136           | 40      | Chưa triển khai | Chưa triển khai | Đất trống                |
| 18   | Seven Star T4              | Cầu Giấy    | 136           | 40      | Chưa triển khai | Chưa triển khai | Đất trống                |
| 19   | Seven Star T5              | Cầu Giấy    | 136           | 40      | Chưa triển khai | Chưa triển khai | Đất trống                |
| 20   | Bảo An Tower A             | Hoài Đức    | 136           | 40      | Chưa triển khai | Chưa triển khai | Đất trống                |
| 21   | Galaxy Tower               | Thanh Trì   | 135,5         | 37      | Chưa triển khai | Chưa triển khai | Đất trống                |
| 22   | Vicem Tower                | Nam Từ Liêm | 135           | 31      | 2011            | 2014            | Hoàn thành phần thô      |
| 23   | Golden Millennium Tower    | Hà Đông     | 133           | 39      | 2009            | 2017            | Hoàn thành phần thô      |
| 24   | The Summit 216             | Cầu Giấy    | 123           | 35      | 2017            | 2019 / 2023     | Hoàn thành phần thô      |
| 25   | Usilk City CT3-107         | Hà Đông     | 119           | 35      | 2008            | 2011            | Thi công đến tầng 5      |
| 26   | Usilk City CT4-108         | Hà Đông     | 119           | 35      | 2008            | 2011            | Thi công đến tầng 5      |
| 27   | V.I.C Tower                | Cầu Giấy    | 112           | 33      | 2013            | 2014            | Thi công đến tầng 7      |
| 28   | Sky Garden Towers A        | Hoàng Mai   | 110           | 28      | 2011            | 2013            | Thi công đến tầng 8      |
| 29   | Sky Garden Towers B        | Hoàng Mai   | 110           | 28      | 2011            | 2013            | Thi công đến tầng 8      |
| 30   | Tòa nhà 1A Láng Hạ         | Ba Đình     | 109           | 32      | 2011            | 2021            | Thi công đến tầng 28     |
| 31   | MBLand Tower               | Đống Đa     | 105           | 21      | Chưa triển khai | Chưa triển khai | Bãi đỗ xe                |
| 32   | Usilk City CT3-106         | Hà Đông     | 102           | 30      | 2008            | 2011            | Thi công đến tầng 5      |
| 33   | Usilk City CT4-109         | Hà Đông     | 102           | 30      | 2008            | 2011            | Thi công đến tầng 12     |
| 34   | Mahattan Tower             | Thanh Xuân  | 102           | 30      | 2009 / 2018     | 2014 / 2019     | Thi công đến tầng 24     |
| 35   | Bảo An Tower B             | Hoài Đức    | 102           | 30      | Chưa triển khai | Chưa triển khai | Đất trống                |
| 36   | Five Star Residence        | Cầu Giấy    | 102           | 30      | Chưa triển khai | Chưa triển khai | Đất trống                |
| 37   | Thượng Đình Plaza A        | Thanh Xuân  | 102           | 30      | Chưa triển khai | Chưa triển khai | Chưa giải phóng mặt bằng |
| 38   | Thượng Đình Plaza B        | Thanh Xuân  | 102           | 30      | Chưa triển khai | Chưa triển khai | Chưa giải phóng mặt bằng |
| 39   | Apex Tower                 | Nam Từ Liêm | 100           | 27      | 2008            | 2011            | Hoàn thành phần thô      |
| 40   | Dragon Riverside Tincom    | Thanh Trì   | 100           | 29      | 2011 / 2016     | 2012 / 2018     | Thi công tới tầng 25     |

### Đã hủy bỏ
| Tòa nhà                              | Vị trí      | Chiều cao (m) | Số tầng | Ghi chú                                      |
| ------------------------------------ | ----------- | ------------- | ------- | -------------------------------------------- |
| Tháp truyền hình Việt Nam            | Bắc Từ Liêm | 636           | —       | Sẽ bị cấm xây dựng                           |
| PVN Tower                            | Nam Từ Liêm | 528           | 102     | Bị rút gọn xuống chỉ còn 30 tầng             |
| Vinhomes Gallery CT9                 | Ba Đình     | 190           | 50      | Thu hồi để nghiên cứu dự án khác phù hợp hơn |
| Vinhomes Gallery CT10                | Ba Đình     | 190           | 50      | Thu hồi để nghiên cứu dự án khác phù hợp hơn |
| Vinhomes Gallery CT1                 | Ba Đình     | 145           | 50      | Thu hồi để nghiên cứu dự án khác phù hợp hơn |
| Vinhomes Gallery CT2                 | Ba Đình     | 145           | 50      | Thu hồi để nghiên cứu dự án khác phù hợp hơn |
| Vinhomes Gallery CT3                 | Ba Đình     | 145           | 50      | Thu hồi để nghiên cứu dự án khác phù hợp hơn |
| Vinhomes Gallery CT4                 | Ba Đình     | 145           | 50      | Thu hồi để nghiên cứu dự án khác phù hợp hơn |
| Vinhomes Gallery CT5                 | Ba Đình     | 145           | 50      | Thu hồi để nghiên cứu dự án khác phù hợp hơn |
| Vinhomes Gallery CT6                 | Ba Đình     | 145           | 50      | Thu hồi để nghiên cứu dự án khác phù hợp hơn |
| Vinhomes Gallery CT7                 | Ba Đình     | 145           | 50      | Thu hồi để nghiên cứu dự án khác phù hợp hơn |
| Vinhomes Gallery CT8                 | Ba Đình     | 145           | 50      | Thu hồi để nghiên cứu dự án khác phù hợp hơn |
| Trung tâm thương mại Thượng Đình CT1 | Thanh Xuân  | 131,1         | 34      | Vị trí dự án Thượng Đình Plaza hiện tại      |
| Trung tâm thương mại Thượng Đình CT2 | Thanh Xuân  | 101,4         | 25      | Vị trí dự án Thượng Đình Plaza hiện tại      |

## Mốc thời gian tòa nhà cao nhất
| Số năm cao nhất | Tòa nhà                       | Hình ảnh                          | Chiều cao m (ft) | Số tầng | Quận        |
| --------------- | ----------------------------- | --------------------------------- | ---------------- | ------- | ----------- |
| 2011 - Hiện tại | Keangnam Hanoi Landmark Tower | Nam Từ Liêm - NKS.jpg             | 328,6            | 72      | Nam Từ Liêm |
| 2007 - 2011     | 34T Trung Hòa Nhân Chính      | Pan choithuxem.jpg                | 136              | 34      | Cầu Giấy    |
| 1997 - 2007     | Hà Nội Tower                  | Hai Bà Trưng Street, Hanoi 06.jpg | 116,6            | 27      | Hoàn Kiếm   |
| 1996 - 1997     | Khách sạn Hà Nội Daewoo       |                                   | 61               | 18      | Ba Đình     |
| 1980 - 1996     | Hanoi Hotel                   |                                   | 38               | 11      | Ba Đình     |
| 1812 - 1980     | Cột cờ Hà Nội                 |                                   | 33,4             | -       | Ba Đình     |
| 1426 - 1812     | ?                             | ?                                 | ?                | ?       | ?           |
| 1057 - 1426     | Đại Thắng Tư Thiên Bảo Tháp   |                                   | 80               | 12      | Ba Vì       |